# Ройс, Уинстон
Уинстон Уокер Ройс (англ. Winston Walker Royce) (15 августа 1929 г. – 7 июня 1995 г.) — американский ученый в области информатики, директор центра Lockheed Software Technology Center компании Lockheed в г.Остин, шт. Техас. Он был пионером в области разработки программного обеспечения и известен благодаря своей статье 1970 года, из которой ошибочно была выведена каскадная модель разработки ПО.
Ройс учился в Калифорнийском технологическом институте, где он получил BS по физике, MS в области авиационно-космической техники, а в 1959 году PhD в области авиационно-космической техники под руководством Джулиана Коула. Диссертация называлась «Обтекание сверхзвуковым потоком ненесущего, узкого вращающегося тела» (англ. Transonic flow over a non-lifting, slender body of revolution).